# Cetema bispinosum
Cetema bispinosum är en tvåvingeart som beskrevs av Oswald Duda 1933. Cetema bispinosum ingår i släktet Cetema och familjen fritflugor. Inga underarter finns listade i Catalogue of Life.